# Phyllomyza lucens
Phyllomyza lucens är en tvåvingeart som beskrevs av Friedrich Georg Hendel 1924. Phyllomyza lucens ingår i släktet Phyllomyza och familjen sprickflugor.
Artens utbredningsområde är Italien. Inga underarter finns listade i Catalogue of Life.